# Villalba de los Llanos
Villalba de los Llanos – gmina w Hiszpanii, w prowincji Salamanka, w Kastylii i León, o powierzchni 36,78 km². W 2011 roku gmina liczyła 150 mieszkańców.